# Trastuzumab
Le trastuzumab (est commercialisé sous différentes marques pour Produits Roche selon les pays, Herceptin ou Herceptine) est un anticorps monoclonal recombinant spécifique des récepteurs HER2/neu (également appelé ErbB2). Il est utilisé comme médicament anticancéreux dans certaines formes de cancer du sein. Afin d’inhiber la croissance tumorale dépendant de HER2, des anticorps monoclonaux spécifiquement dirigés contre le domaine extracellulaire du récepteur HER 2 ont été développés. Le plus puissant est l’anticorps murin Mab4D5. Son caractère immunogène, limitant son utilisation a entrainé le développement d’anticorps monoclonaux recombinants humanisés (IgG1) comme le trastuzumab (Herceptin) dont l’affinité pour HER2 est trois fois plus importante que le 4D5.

## Mécanisme d'action
Il bloque la partie extracellulaire du récepteur trans-membranaire (ErbB2, qui active une tyrosine kinase) d'un facteur de croissance dont l'expression est exacerbée dans certains types de cancers du sein et dont l'évolution spontanée est particulièrement rapide. Dans ce cas, le trastuzumab, donné à long terme, entraîne une réduction significative de la mortalité et une augmentation du taux de rémission

## Pharmacocinétique
Il est disponible sous forme de perfusion. Sa demi-vie est longue, permettant des injections séparées par des délais d'une à plusieurs semaines.
Le volume de distribution du trastuzumab est faible (2,95 litres) et reflète sa distribution exclusive dans le compartiment vasculaire. La demi-vie est fixée à 28 jours mais varie avec la dose administrée (en administration unique, pharmacocinétique non linéaire). L'élimination fait intervenir uniquement le système réticulo-endothélial[réf. nécessaire] clairance du trastuzumab est corrélée aux poids du patient, aux nombres de sites métastatiques (significativement au-delà de 4 sites) et aux concentrations de domaines extracellulaires circulant du récepteur HER 2 bien qu’aucune corrélation clinique n’existe avec ces taux d’antigènes. L’âge des patients est considéré sans influence sur la pharmacocinétique. Le trastuzumab n'influence pas non plus les concentrations de taxanes ou d'anthracyclines. En revanche, la concentration de trastuzumab est doublée lors de son association au paclitaxel. D'un point de vue pharmacodynamique, le trastuzumab est synergique avec les taxanes et les anthracyclines mais antagoniste avec le cyclophophamide.

## Indications

### Cancer du sein
Cancer du sein précoce. Le trastuzumab est indiqué dans le traitement du cancer du sein précoce HER2 positif :
- après chirurgie, chimiothérapie (néoadjuvante ou adjuvante) et radiothérapie.
- après une chimiothérapie adjuvante avec la doxorubicine et le cyclophosphamide, en association avec le paclitaxel ou le docetaxel.
- en association avec une chimiothérapie adjuvante associant le docetaxel et le carboplatine.
- en association avec une chimiothérapie néoadjuvante, suivie d’un traitement adjuvant avec le trastuzumab, chez les patients ayant une maladie localement avancée (y compris inflammatoire) ou des tumeurs mesurant plus de 2 cm de diamètre.

Cancer du sein métastatique. Le trastuzumab est indiqué dans le traitement du cancer du sein métastatique HER2 positif :
- en monothérapie, chez les patientes déjà prétraitées par au moins deux protocoles de chimiothérapie pour leur maladie métastatique. Les chimiothérapies précédentes doivent au moins inclure une anthracycline et un taxane, à moins que ces traitements ne conviennent pas aux patientes. Les patientes répondeurs à l'hormonothérapie doivent également être en échec à l'hormonothérapie, à moins que ces traitements ne leur conviennent pas.
- en association avec le paclitaxel, chez les patientes non prétraitées par chimiothérapie pour leur maladie métastatique et chez lesquelles le traitement par anthracyclines ne peut pas être envisagé.
- en association avec le docetaxel, chez les patientes non prétraitées par chimiothérapie pour leur maladie métastatique.
- en association avec un inhibiteur de l’aromatase, chez les patientes ménopausées ayant des récepteurs hormonaux positifs, non traitées précédemment par trastuzumab.
- La Food and Drug Administration (FDA) a approuvé le 22 février 2013 l'utilisation de l'anticorps conjugué trastuzumab-emtansine (T-DM1) chez des femmes atteintes de cancer du sein HER2 métastatique déjà traitées par trastuzumab et taxanes. Ce traitement est le quatrième approuvé aux États-Unis chez les femmes HER2-positive après le trastuzumab (Herceptin), le lapatinib (Tyker) et le pertuzumab[6],[7].

### Cancer gastrique métastatique
Le trastuzumab est indiqué dans le traitement de l’adénocarcinome métastatique de l'estomac ou de la jonction œsogastrique HER2 positif, en association avec la capécitabine ou le 5-fluoro-uracile et le cisplatine, chez les patients n’ayant pas été précédemment traités pour leur maladie métastatique. Le trastuzumab doit être utilisé uniquement chez les patients atteints d’un cancer gastrique métastatique dont les tumeurs présentent une surexpression de HER2 définie par IHC2+ confirmée par un résultat FISH+ ou SISH+, ou par IHC3+. Des méthodes d’analyse précises et validées doivent être utilisées.

## Effets secondaires
Les plus fréquents sont une réaction allergique dans moins de 10 % des cas. Une toxicité cardiaque a été décrite, le plus souvent réversible, dont le mécanisme n'est pas clair.
L'administration avec les anthracyclines, drogues majeures de chimiothérapie contre le cancer du sein, pourrait provoquer des problèmes cardiaques à type de dysfonctionnement ventriculaire gauche voire d'insuffisance cardiaque dans plus d'un quart des patientes. Cependant cette toxicité cardiaque semble beaucoup plus rare dans d'autres études.
Dans la cellule myocardique, HER2 à un rôle essentiel à la fois dans l’embryogénèse et dans le maintien des fonctions contractiles des cardiomyocytes. L’inhibition tardive de HE 2 se traduit par une cardiomyopathie dilatée et une augmentation de la sensibilité aux anthracyclines. La neuréguline 1 est produite par les cellules endothéliales cardiaques. Sa liaison à HER4 entraîne une dimérisation HER2/HER4 et l’activation de la voie MAPK impliquée dans les processus de survie, de prolifération et contraction. L'incidence de la survenue d'une cardiomyopathie ou d'une insuffisance cardiaque est variable suivant les études. Elle serait inférieure à 2% pour l'apparition de signes d'insuffisance cardiaque et autour de 7% lorsque l'on considère seulement une diminution de la fraction d'éjection de plus de 20 %. Ces chiffres augmentent sensiblement si le traitement est associé avec une anthracycline. Ils seraient bien supérieurs chez la femme âgée, concernant dans ce cas, près d'un tiers des personnes traitées. la mise sous bêta-bloquants, inhibiteurs de l'enzyme de conversion ou antagoniste des récepteurs de l'angiotensine II pourrait prévenir la dégradation de la fonction systolique.

## Coûts
La boîte de 150 mg vaut 424 € en 2019; chaque injection (dose 6 mg/kg) représente un coût de 1 000 € environ (pour une patiente de 60 kg); pour une chimiothérapie toutes les 3 semaines étalée sur 52 semaines, le traitement coûte 17 000 € environ par patiente.
En France, le coût du trastuzumab est fixé par un avis publié au Journal officiel et la prise en charge par la Sécurité sociale est totale.

## Historique
Michael Shepard, Dennis Slamon, Axel Ullrich sont lauréat 2019 du Prix Albert-Lasker pour la recherche médicale clinique pour leur découverte du trastuzumab.

## Formes conjuguées
Le trastuzumab existe également lié de manière covalente à une molécule cytotoxique permettant à cette dernière de fonctionner directement au contact de la cellule Her+. Le trastuzumab deruxtecan combine l'anticorps monoclonal à un inhibiteur de la topoisomérase I. Le trastuzumab emtansine combine l'anticorps à un inhibiteur de la formation de microtubules.

## Divers
Législation : en Belgique, réservé à l'usage hospitalier.

## Spécialités génériques
Legislation en France :
Médicament soumis à prescription hospitalière.
Prescription réservée aux spécialistes en oncologie ou aux médecins compétents en cancérologie.
La première administration doit être effectuée en milieu hospitalier.
La loi de financement de la sécurité sociale (LFSS) de 2020 a retiré au pharmacien le droit de substitution des biosimilaires (prévue de 2014 mais jamais mise en œuvre).
|              | Nom du laboratoire      | Nom de spécialité | Dosage 1         |                      |
| Référence    | ROCHE REGISTRATION GMBH | HERCEPTIN         | 150MG PDR INJ FL | 600MG/5ML SOL INJ FL |
| Biosimilaire | AMGEN EUROPE            | KANJINTI          | 150MG PDR INJ FL | 420MG PDR INJ FL     |
| Biosimilaire | CELLTRION HEALTHCARE    | HERZUMA           | 150MG PDR INJ FL | 420MG PDR INJ FL     |
| Biosimilaire | MYLAN SAS               | OGIVRI            | 150MG PDR INJ FL | 420MG PDR INJ FL     |
| Biosimilaire | PFIZER EUROPE           | TRAZIMERA         | 150MG PDR INJ FL | 420MG PDR INJ FL     |
| Biosimilaire | SAMSUNG BIOEPIS NL      | ONTRUZANT         | 150MG PDR INJ FL | 420MG PDR INJ FL     |